# Liste der Baudenkmäler in Coburg/Q
Dieser Teil der Liste der Denkmäler in Coburg beschreibt die denkmalgeschützten Objekte in folgender Coburger Straße:

## Queckbrunngasse
| Adresse Bezeichnung Akten-Nr.                                | Beschreibung | Foto |
| ------------------------------------------------------------ | --- | ---- |
| Queckbrunngasse (Lage)                                       | Die Queckbrunngasse liegt im Hang und verbindet das Steintor mit der Leopoldstraße. Der Queckbrunnen befindet sich am oberen Ende der Gasse (siehe auch Steintor 17) und die diente ursprünglich als Brunnenablauf in den Stetzenbach, der an der Leopoldstraße lag. Im Jahr 1325 wurde der Queckbrunnen erstmals in den Chroniken urkundlich erwähnt. Der Name bedeutet im Mittelhochdeutschen eine Quelle, wörtlich einen lebendigen Brunnen. |      |
| Queckbrunngasse 2, 3, 4 (Standort) Wohnhäuser D-4-63-000-750 | Die drei Kleinwohnhäuser waren im 17. oder 18. Jahrhundert auf Amtslehen errichtet worden. Nach dem Häuserforscher Ernst Cyriaci wurden die Gebäude 1730 nach ihren Besitzern bezeichnet, Brauns-Häuslein (Nr. 2), Halters-Häuslein (Nr. 3) und Straubs-Häuslein (Nr. 4). Das Haus Nr. 2 ist wohl das Älteste, da es im Unterschied zu den Nachbarhäusern 1730 als altes, schmales Häuslein beschrieben wird. Ende des 19. Jahrhunderts fanden teilweise Dachausbauten statt. Die schmalen, dreigeschossigen Häuser weisen jeweils zwei Fensterachsen auf. Auf massiven Erdgeschossaußenwänden stehen die verputzten Fachwerkkonstruktionen der Obergeschosse. Die Obergeschossfenster befinden sich direkt unter einem Geschossabsatz und die Höhenlage ist in allen drei Häusern gleich. Im tiefer gelegten Erdgeschoss ist seitlich der Hauseingang angeordnet. Eine nachträglich eingebaute Zwerchhausgaube, eine stehende und eine Hausgaube sind im Dachgeschoss vorhanden. |      |
| Queckbrunngasse 11/12 (Standort) Doppelvilla D-4-63-000-751  | Der Architekt und Bauunternehmer August Berger errichtete 1907 die Doppelhausgruppe mit zwei und zum Hang drei Geschossen. Die traufständige Doppelvilla ist gekennzeichnet durch ein Walmdach und einen dreigeschossigen Mittelrisalit mit Zwerchdach. In dem markanten Risalit sind unten die Hauseingänge unter einem Torbogen angeordnet. Die Pfeiler des Korbbogens sind mit Bossenwerk als Eckverstärkung ausgeführt. Ein Fußwalm trennt die verschieferte Giebelfläche mit zwei flachen dreiseitigen Erkern vom Obergeschoss. Die Haushälften beidseits des Risalits zeichnen Asymmetrien aus. Rechts schließt im Obergeschoss direkt ein Turmerker mit Pyramidendach an, links ein Balkon, darüber eine Schleppgaube, und daneben ein polygonaler Eckerker. Im Erdgeschoss ist links ein Rundbogenfenster und rechts ein rechteckiges Fensterpaar vorhanden. |      |